# Grudnjak (Izdenc)
Grudnjak (1971-ig Bokšić Lug II.) falu Horvátországban Verőce-Drávamente megyében. Közigazgatásilag Izdenchez tartozik.

## Fekvése
Verőcétől légvonalban 53, közúton 66 km-re délkeletre, községközpontjától 8 km-re északkeletre, Szlavónia középső részén, a Drávamenti-síkságon, a Vučica-patak és a Grudnjak-halastavak partján fekszik.

## Története
A 20. század elején keletkezett Bare északkeleti határrészén a Gutmann család birtokán. Gutmann magyar iparos és nagykereskedő a 19. század végén vásárolta meg a birtokot. A település magját képező öt lakóépületet a 20. század elején építették a család birtokán dolgozó munkások elszállásolására. A település lakosságát 1921-ben számlálták meg először önállóan, akkor 43-an lakták. 1991-ben lakosságának 97%-a horvát nemzetiségű volt. 2011-ben 13 lakosa volt.

## Lakossága
| Lakosság változása | Lakosság változása | Lakosság változása | Lakosság változása | Lakosság változása | Lakosság változása | Lakosság változása | Lakosság változása | Lakosság változása | Lakosság változása | Lakosság változása | Lakosság változása | Lakosság változása | Lakosság változása | Lakosság változása | Lakosság változása |
| ------------------ | ------------------ | ------------------ | ------------------ | ------------------ | ------------------ | ------------------ | ------------------ | ------------------ | ------------------ | ------------------ | ------------------ | ------------------ | ------------------ | ------------------ | ------------------ |
| 1857               | 1869               | 1880               | 1890               | 1900               | 1910               | 1921               | 1931               | 1948               | 1953               | 1961               | 1971               | 1981               | 1991               | 2001               | 2011               |
| 0                  | 0                  | 0                  | 0                  | 0                  | 0                  | 43                 | 37                 | 36                 | 87                 | 70                 | 53                 | 41                 | 34                 | 23                 | 13                 |

## Nevezetességei
- A falu központjában álló, öt régi lakóépületből álló házcsoport a 19. és a 20. század fordulóján épült. A házak jól reprezentálják a századfordulón élő munkások lakhatási feltételeit.
- A Grudnjak-halastórendszer és környező tölgyerdők vonzó lehetőséget biztosítanak a horgászturizmus és a vadászat fejlesztéséhez. A térség számos madárfaj élőhelye, a Natura 2000 európai ökológiai hálózat potenciális területe.